# Fryske Rie

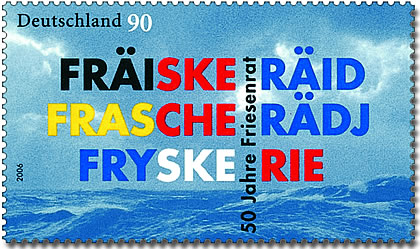
Duitse postzegel uit 2006 ter ere van 50 jaar Interfriese Raad

De Fryske Rie of Interfriese Raad (Duits: Friesenrat) is een samenwerkingsverband van maatschappelijke organisaties in Nederland en Duitsland. De Interfriesische Rat e.V. is formeel opgericht in 1999 en statutair gevestigd te Leer. Het informele samenwerkingsverband dateert uit 1930 en maakte na de Tweede Wereldoorlog in 1956 een nieuwe start. 
De Fryske Rie moet niet verward worden met de Ried fan de Fryske Beweging en met de Fryske Rie foar Heraldyk. In de Tweede Oorlog was sprake van de Fryske Rie van Saxo-Frisia, een organisatie die nauw met de Duitse bezetter samenwerkte. 

## Deelnemers
De Interfriese Raad heeft drie regionale secties:
- Sectie West voor de Nederlandse provincie Friesland: Stiftung Fryske Rie, kortweg Fryske Rie (Duits: Friesenrat Sektion West), gevestigd te Leeuwarden
- Sectie Oost voor Oost-Friesland en het Saterland: Friesenrat Sektion Ost e.V. oftewel Freeske Raad dan wel Fräiske Räid, gevestigd te Aurich
- Sectie Noord voor Noord-Friesland en Helgoland: Friesenrat Sektion Nord e.V. oftewel Frasche Rädj, gevestigd in Bredstedt (Bräist)

De beide Duitse secties vormen ieder een vereniging, waarbij de deelnemende organisaties als leden zijn aangesloten. De Nederlandse sectie 'Stiftung Fryske Rie' werd formeel opgericht in 1980 en vormt een stichting, waarbinnen de deelnemende organisaties statutair vertegenwoordigd zijn.
Vertegenwoordigd in de Fryske Rie zijn onder andere de LTO Noord, de Friese Raad van Kerken, de Friese Kamers van Koophandel, de Vereniging van Friese Gemeenten, de Fryske Akademy, diverse vrouwenorganisaties en de Federaasje fan Fryske Studinteferienings.

## Doelstelling
De doelstelling van de Fryske Rie werd in 2006 beschreven in een gemeenschappelijke 'Interfriese verklaring', vastgesteld tijdens een ledenvergadering te Leck (Noord-Friesland):
Wij behoren tot meer dan één staat, voelen ons echter ondanks alles wat ons scheidt onderdeel van één volk […]. We willen onze taal, die bepalend is voor onze identiteit, stimuleren en uitbouwen. […] We bevorderen en onderhouden onze gemeenschappelijke Friese cultuur, die met onze taal verbonden is. […] We willen elkaar helpen in Friese aangelegenheden. We willen de samenwerking versterken om de eigen taal, cultuur, wetenschap, literatuur en alles wat gericht is op creatief werk te bevorderen, zodat de taalkundige en culturele diversiteit in de drie regio's en in Europa worden versterkt, mede in de geest van de UNESCO-conventies.
De verklaring bevat verder een oproep aan de nationale overheden om het werk van de Friese instellingen en organisaties in het kader van het Europees Handvest voor regionale talen of talen van minderheden en het Kaderverdrag inzake de bescherming van nationale minderheden mogelijk te maken. Ten slotte bevat het een oproep tot tolerantie:
Ons werk is gebaseerd op het besef dat we in de drie regio's met mensen samenleven die zichzelf vanwege hun herkomst, taal of om andere redenen niet als Friezen beschouwen. Dit samenleven vereist respect en tolerantie van beide kanten, waarnaar wij dan ook streven.

## Activiteiten
In grensoverschrijdende zaken vertegenwoordigt de Interfriese Raad de gemeenschappelijke Friese belangen.
De Fryske Rie informeert op verzoek of door de uitgave van boeken en brochures over Friesland. De Rie maakt verder deel uit van de Nederlandse lidstaatcommissie van het Europees Bureau voor Minderheidstalen. 
Vaste activiteiten van de Interfriese Raad zijn een driejaarlijks cultureel festival Friesen-droapen op Helgoland, een driejaarlijks interfries congres op wisselende locaties en vele jaarlijkse studiereizen voor diverse beroepsgroepen. Binnen het samenwerkingsverband speelt de Nederlandse sectie als grootste partner een toonaangevende rol. Waar in Nederland vooral de Friese taal centraal staat, is dit in Oost-Friesland bij het Nederduits of Nedersaksisch (dat in dit verband als Freesk wordt betiteld) minder het geval. Het gebruik van de Friese taal is beperkt tot drie dorpen. Ook in Noord-Friesland vormen de Friessprekenden een minderheid; het Nederduits heeft hier geen afzonderlijke status. 
De contacten tussen de Friese gewesten overlappen gedeeltelijk met die binnen het trilaterale Wadden Sea Forum en binnen het bestuurlijke samenwerkingsverband van de Eems Dollard Regio (EDR). Kritiek kwam sinds 2003 vooral van de Groep fan Auwerk, die streeft naar een autonome deelstaat Nieuw-Friesland binnen Europa.

## Historie
De Interfriese Raad vormt een voortzetting van het niet-officieel geregistreerd samenwerkingsverband onder de naam Friezenraad of Friesenrat dat in 1930 te Husum werd opgericht. Deze samenwerking gaat terug op twee eerdere congressen, namelijk in 1925 te Jever en in 1927 te Leeuwarden. Daarvoor bestonden er al langer onderlinge contacten, die aan het begin van de 20e eeuw werden geïntensiveerd. Er volgde in 1937 een vierde congres te Medemblik. De interfriese contacten werden echter in toenemende mate een instrument van de Duitse nationaalsocialistische politiek. Ook de deelname van West-Friesland aan het samenwerkingsverband stuitte af.
In mei 1941 door Duitsgezinde Friezen een nieuwe organisatie opgericht, eveneens Fryske Rie geheten, die  de resterende activiteiten van de Friese beweging moest bundelen. De contacten met Duitse zusterorganisaties stonden tijdens de oorlog op een laag pitje, vooral omdat de Duitse overheid beducht was voor een opleving van regionale gevoelens. De organisatie werd in 1944 ontbonden.
Na 1945 vatte men de draad van de internationale samenwerking weer op. In 1952 werd een vijfde congres te Husum-Rödemis gehouden. Ter gelegenheid van het zesde congres te Aurich in 1955 werd tijdens een bijeenkomst bij de Upstalsboom een gemeenschappelijk Fries manifest aangenomen, dat in het teken van de Europese samenwerking stond.
Op 18 februari 1956 werd te Leer de Friezenraad opnieuw opgericht. Doelstelling was "de verbinding tussen Friese landstreken en de Friezen over de hele wereld op alle terreinen te bevorderen en te versterken". Sindsdien wordt er iedere drie jaar een congres gehouden, dat beurtelings door een van de secties georganiseerd wordt. Als product van de samenwerking verscheen onder andere het driejaarlijkse Friesische Jahrbuch, een samenwerkingsverband van drie regionaal-historische jaarboeken. De driejaarlijkse congressen waren onder andere gewijd aan thema's als de regionale economie (1958), Noordzeecultuur (1964), de Waddenzee (1973), dorpsvernieuwing (1976), regionalisme (1982), migratie (1988), Europese eenwording (1991), landschap (1997), toerisme (2003) en klimaatverandering (2009). Het interfriese congres van juni 2018 was gewijd aan de toekomst van de Friese cultuur.
In 2006 besloot men tot vaststelling van een gemeenschappelijke vlag als antwoord op een ontwerp van de politieke actiegroep Groep fan Auwerk.